# Leskea pseudotristis
Leskea pseudotristis là một loài Rêu trong họ Leskeaceae. Loài này được (Müll. Hal.) A. Jaeger mô tả khoa học đầu tiên năm 1878.